# Рудолф II (Верденберг-Сарганс)
Рудолф II фон Верденберг-Сарганс (на немски: Rudolf II Graf von Werdenberg-Sargans; * пр. 1271 във Верденберг-Сарганс, Швейцария; † 1322 или сл. 18 март 1323) от род Верденберги е граф на Верденберг-Сарганс в кантон Санкт Гален.

## Биография
Той е най-големият син на граф Хартман I фон Верденберг († ок. 1271) и съпругата му Елизабет фон Ортенбург, единствената дъщеря на Рапото III фон Ортенбург († 1248), граф на Ортенбург-Крайбург-Марквартщайн, пфалцграф на Бавария, и съпругата му Аделхайд фон Нюрнберг-Цолерн († 1304), дъщеря на бургграф Конрад I фон Нюрнберг-Цолерн. Внук е на граф Рудолф I фон Монфорт-Верденберг-Брегенц († 1244/1247) и съпругата му Клеменция фон Кибург († 1249). Брат е на Хартман II († сл. 1290), каноник в Бамберг, и Хуго III/I († сл. 1343), Йоанитски комтур във Веденсвил и Бубикон.
Наследява баща си ок. 1271 г. и през 1289 чрез втората му съпруга господството Албек.
Рудолф II е в свитата на крал Рудолф I и още повече е свързан с неговия син и наследник Албрехт I Хабсбургски. Той участва, заедно с братовчед си Хуго II фон Верденберг-Хайлигенберг († 1307/1309), в битките на Хабсбургите (1292). Херцог Албрехт I Хабсбургски († 1308), синът на крал Рудолф I, прави (1292) двамата рицари.
През 1312 г. Рудолф II фон Верденберг-Сарганс оставя господството Албек (Лангенау) на синът си Хайнрих, който през 1316/1317 г. се жени за Агнес фон Вюртемберг.

## Фамилия
Първи брак: с дъщерята на Еглолф фон Аспремонт. Те имат децата:
- Маргарета фон Верденберг († сл. 1335), омъжена I. сл. 1306 г. за граф Бертхолд III фон Грайзбах († 8 октомври 1324), II. пр. 24 март 1331 г. за граф Улрих V фон Пфанберг-Пеггау († 23 октомври 1354)
- Хартман III фон Верденберг-Сарганс-Вадуц-Блуменег († 27 август 1354), женен за Агнес фон Монфор-Фелдкирх († 10 март 1379)
- Албрехт II, граф фон Верденберг-Сарганс († сл. 1323)
- Улрих фон Верденберг († 10 февруари 1358), абат на Салем
- Хуго фон Верденберг († сл. 1351) в Свещения орден в Хьоенрайн
- Рудолф IV, граф фон Верденберг-Сарганс († 1362, убит в Чиавена), женен пр. 15 август 1337 г. за Урсула фон Фац († 4 април 1367), племенница на крал Рудолф I, дъщеря на Донат фон Фац († 1337/1338) и Гуота фон Оксенщайн († сл. 1355); имат син Йохан I фон Верденберг-Сарганс († 1400)

Втори брак: пр. 1282 г. с Аделхайд фон Бургау († ок. 1307), дъщеря наследничка на маркграф Хайнрих II (IV) фон Бургау († 1293) и Аделхайд фон Албек († 1280). Те имат децата:
- Хайнрих I, граф фон Верденберг-Албек († 2 март 1332 – 27 юни 1334), женен
- Рудолф III, граф фон Верденберг-Сарганс († сл. 1326)